# Campeonato Mineiro de Voleibol Feminino de 2019
O Campeonato Mineiro de Voleibol Feminino de 2019 será a edição desta competição organizada pela Federação Mineira de Vôlei. Participarão do torneio tres equipes provenientes de dois municípios mineiros Belo Horizonte e Uberlândia, além de uma equipe convidada de Curitiba.

## Sistema de Disputa
O torneio será disputado em turno único, no qual todas as equipes jogam entre si, a definição do pódio será definida por meio do sistema de pontos corridos (circuito).

## Equipes Participantes
Equipes que disputam a Campeonato Mineiro de Voleibol Feminino de 2019:
| Equipe            | Cidade         | Última participação | Mineiro 2018 |
| ----------------- | -------------- | ------------------- | ------------ |
| Curitiba Vôlei    | Curitiba       | Estreante           | —            |
| Minas Tênis Clube | Belo Horizonte | Mineiro 2018        | 1º           |
| Praia Clube       | Uberlândia     | Mineiro 2018        | 2º           |
| Mackenzie         | Belo Horizonte | Mineiro 2011        | 2º           |

### Classificação
- Vitória por 3 sets a 0 ou 3 a 1: 3 pontos para o vencedor;
- Vitória por 3 sets a 2: 2 pontos para o vencedor e 1 ponto para o perdedor.
- Não comparecimento, a equipe perde 2 pontos.
- Em caso de igualdade por pontos, os seguintes critérios servem como desempate: número de vitórias, média de sets e média de pontos.

|  |         |
|  | Campeão |

|     |                   |     | Jogos | Jogos | Jogos | Resultados | Resultados | Resultados | Resultados | Resultados | Resultados | Sets | Sets | Sets  | Pontos | Pontos | Pontos |
| Pos | Equipe            | Pts | T     | V     | D     | 3–0        | 3–1        | 3–2        | 2–3        | 1–3        | 0–3        | V    | P    | R     | V      | P      | R      |
| --- | ----------------- | --- | ----- | ----- | ----- | ---------- | ---------- | ---------- | ---------- | ---------- | ---------- | ---- | ---- | ----- | ------ | ------ | ------ |
| 1   | Praia Clube       | 8   | 3     | 3     | 0     | 1          | 1          | 1          | 0          | 0          | 0          | 9    | 3    | 3,000 | 276    | 214    | 1.290  |
| 2   | Minas Tênis Clube | 7   | 3     | 2     | 1     | 2          | 0          | 0          | 1          | 0          | 0          | 8    | 3    | 2.667 | 255    | 198    | 1.288  |
| 3   | Curitiba Vôlei    | 3   | 3     | 1     | 2     | 1          | 0          | 0          | 0          | 1          | 1          | 4    | 6    | 0.667 | 197    | 205    | 0.961  |
| 4   | Mackenzie         | 0   | 3     | 0     | 3     | 0          | 0          | 0          | 0          | 0          | 3          | 0    | 9    | 0,000 | 108    | 225    | 0.480  |

Resultados
| 5 de novembro de 2019 18:00 Relatório | Praia Clube | 3 — 1                   | Curitiba Vôlei | Ginásio do Mackenzie, Belo Horizonte |
| 5 de novembro de 2019 18:00 Relatório | 25 23 25    | Set 1 Set 2 Set 3 Set 4 | 18 16 25 17    | Ginásio do Mackenzie, Belo Horizonte |

| 5 de novembro de 2019 20:00 Relatório | Mackenzie | 0 — 3             | Minas Tênis Clube | Ginásio do Mackenzie, Belo Horizonte |
| 5 de novembro de 2019 20:00 Relatório | 15 14     | Set 1 Set 2 Set 3 | 25                | Ginásio do Mackenzie, Belo Horizonte |

| 6 de novembro de 2019 18:00 Relatório | Praia Clube | 3 — 0             | Mackenzie | Arena Minas, Belo Horizonte |
| 6 de novembro de 2019 18:00 Relatório | 25          | Set 1 Set 2 Set 3 | 18 11 4   | Arena Minas, Belo Horizonte |

| 6 de novembro de 2019 20:00 Relatório | Minas Tênis Clube | 3 — 0             | Curitiba Vôlei | Arena Minas, Belo Horizonte |
| 6 de novembro de 2019 20:00 Relatório | 25                | Set 1 Set 2 Set 3 | 15 18 19       | Arena Minas, Belo Horizonte |

| 7 de novembro de 2019 18:00 Relatório | Mackenzie | 0 — 3             | Curitiba Vôlei | Arena Minas, Belo Horizonte |
| 7 de novembro de 2019 18:00 Relatório | 10 12     | Set 1 Set 2 Set 3 | 25             | Arena Minas, Belo Horizonte |

| 7 de novembro de 2019 20:00 Relatório | Praia Clube    | 3 — 2                   | Minas Tênis Clube | Arena Minas, Belo Horizonte |
| 7 de novembro de 2019 20:00 Relatório | 25 20 25 18 15 | Set 1 Set 2 Set 3 Set 5 | 23 25 21 25 11    | Arena Minas, Belo Horizonte |

## Classificação final
| Classficação | Equipe            |
| ------------ | ----------------- |
| 1            | Praia Clube       |
| 2            | Minas Tênis Clube |
| 3            | Curitiba Vôlei    |
| 4            | Mackenzie         |

## Premiações
| Campeonato Mineiro de 2019      |
| ------------------------------- |
| Praia Clube Campeão (7º título) |